# Seleção Barenita de Futebol
A Seleção Barenita de Futebol representa o Barém nas competições de futebol da FIFA. Foi fundada em 1951 e filiou-se à FIFA em 1966. Disputa suas partidas como mandante no Estádio Nacional do Barém, com capacidade para 35.000 pessoas.
Chegou perto de disputar a Copa 2006, sendo eliminada na repescagem internacional pela seleção de Trindade e Tobago.
Nas eliminatórias asiáticas para a Copa 2010 a Seleção do Barém ficou em terceiro lugar no seu grupo (Grupo A com classificados Austrália e Japão e eliminados Catar e Uzbequistão) e disputou a repescagem contra a seleção da Arábia Saudita. Conseguiu um empate em 2x2, classificando-se por ter feito mais gols na casa do adversário.
Em novembro de 2009, jogou contra a Nova Zelândia em partida válida pela repescagem das eliminatórias para a Copa do Mundo de 2010, empatou o primeiro jogo por 0x0 mas no jogo de volta perdeu por 1x0, assim, sendo eliminada. No dia 8 de dezembro de 2019, atingiu o maior feito de sua história conquistando a Copa das Nações do Golfo de 2019 vencendo a Arábia Saudita por 1 a 0.

## Uniformes

### Uniformes atuais
- Uniforme principal: Camisa vermelha, calção e meias vermelhas;
- Uniforme reserva: Camisa branca, calção e meias brancas.

| Titular | Reserva |  |

### Uniformes dos goleiros
- Cinza com detalhes brancas.
- Camisa verde-limão, calções e meias verdes-limão.

| Cores do Time · Cores do Time · Cores do Time · Cores do Time · Cores do Time | Cores do Time · Cores do Time · Cores do Time · Cores do Time · Cores do Time |  |

## Desempenho em Copas do Mundo
- 1930 a 1974 - não participou
- 1978 a 1986 - não se qualificou
- 1990 - retirou-se
- 1994 a 2026 - não se qualificou

## Títulos
| REGIONAIS     | REGIONAIS | REGIONAIS  |
| Competição    | Títulos   | Temporadas |
| ------------- | --------- | ---------- |
| Copa do Golfo | 2         | 2019, 2024 |